# Neomochtherus auricomus
Neomochtherus auricomus là một loài ruồi trong họ Asilidae. Neomochtherus auricomus được Hine miêu tả năm 1909.